# Stevenage F.C.
Stevenage Football Club (do 2010 Stevenage Borough Football Club) – angielski klub piłkarski z siedzibą w Stevenage w hrabstwie Hertfordshire, występujący w League One. Swoje mecze rozgrywa na stadionie Broadhall Way.

## Historia
Stevenage Borough powstał w 1976 roku tuż po bankructwie innego klubu z tego miasta Stevenage Athletic.
Tereny, na których mieści się stadion Broadhall Way, gdzie występowała także drużyna Athletic, zostały sprzedane lokalnemu biznesmenowi. Początkowo drużyna rozgrywała swoje mecze na szczeblu juniorskim. W 1980 nowo utworzony klub powrócił na Broadhall Way, gdzie występuje do dziś.
W tym samym roku rada miejska Stevenage podjęła decyzję o renowacji stadionu; wkrótce potem klub założył drużynę seniorów i wstąpił w szeregi United Counties Football League, dziesiątego poziomu rozgrywek piłkarskich w Anglii.  W pierwszym seniorskim sezonie drużyna wygrała ligę i zdobyła puchar tejże ligi. W 1984 roku klub awansował do drugiej dywizji Isthmian League, ósmego poziomu rozgrywek piłkarskich w Anglii, i rok później awansował do pierwszej. Zaledwie po dwóch sezonach klub spadł i powrócił do Division Two.
W sezonie 1990/1991 klub wygrał północną drugą dywizję Isthmian League. W kolejnym zespół wygrał mistrzostwo pierwszej dywizji, pozostając niepokonanym na własnym stadionie, i awansował do Premier Division Isthmian League.
W sezonie 1993/1994 drużyna wygrała ligę i w przyszłym powinna była zagrać w Football Conference jednak stadion nie spełniał wymogów więc Stevenage kolejny sezon musiał ponownie występować w Premier Division Isthmian League.

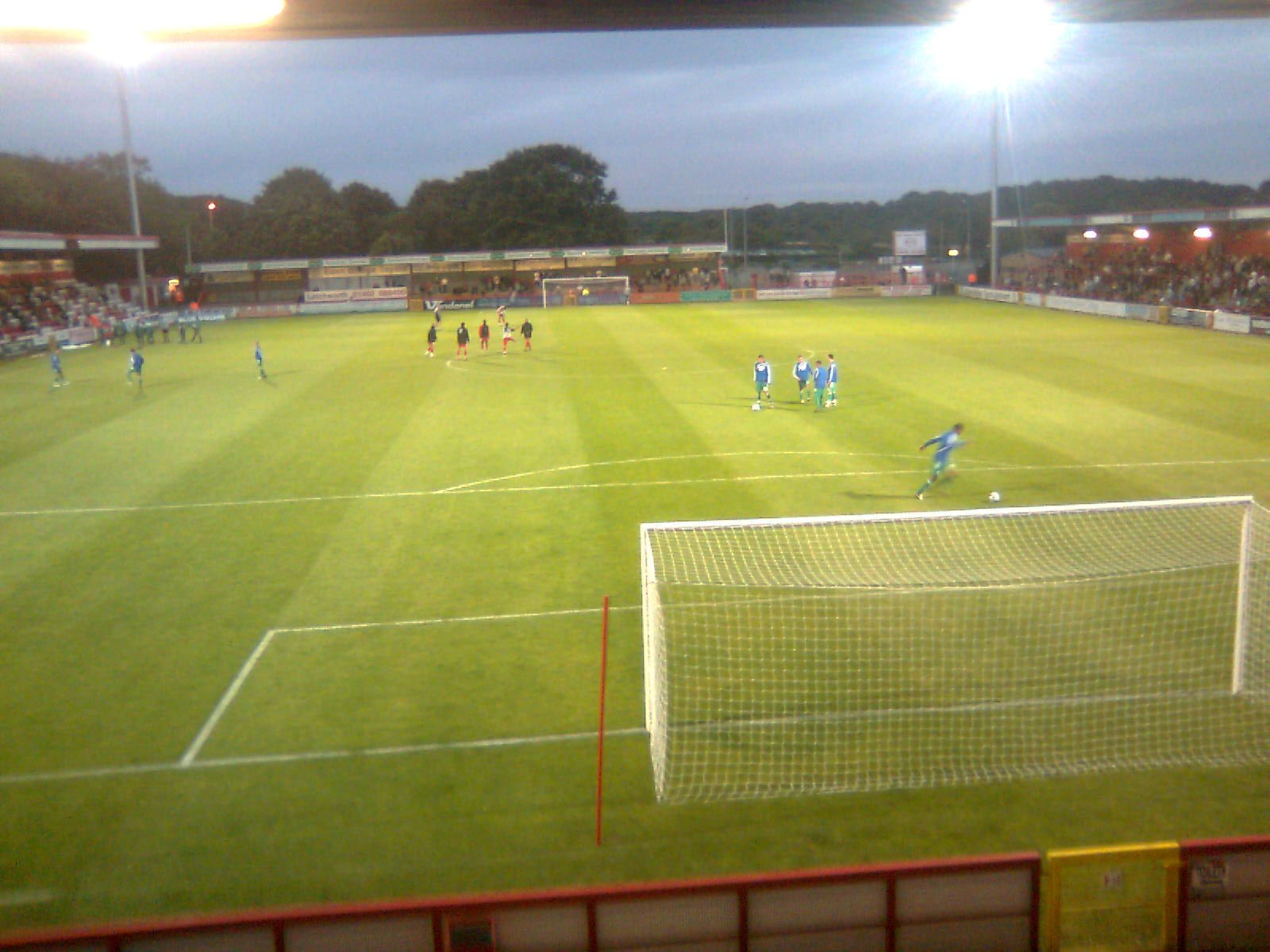
Stadion Broadhall Way

W 1993 roku drużyna po raz pierwszy w historii osiągnęła pierwszą rundę FA Cup ulegając na wyjeździe Hereford United 2:1.
W sezonie 1996/1997 klub, także po raz pierwszy w historii, awansował do III rundy FA Cup, gdzie uległ w meczu powtórkowym na St Andrews drużynie Birmingham City 0:2. W kolejnym sezonie klub zaszedł do IV rundy, podejmując na własnym stadionie Newcastle United. Ze względu na spore zainteresowanie ze strony kibiców Newcastle, trybuna stadionu Broadhall Way, na której zasiadają goście została rozbudowana; stadion osiągnął pojemność 9000. W pierwszym meczu padł wynik remisowy i konieczna była powtórka, w której The Boro ulegli przedstawicielowi Premier League 1:2.
Wkrótce potem klub popadł w problemy finansowe. Ówczesny prezes Victor Green bliski był rozwiązania klubu. Po kilku tygodniach klub wykupił Phil Wallace, który odbudował stosunki z radą miejską i wyprowadził klub z kłopotów finansowych. W sezonie 2001/2002 zespół, po raz pierwszy w historii  awansował do finału FA Trophy, w którym uległ Yeovil Town 0:2; mecz rozegrany został na Villa Park. Kolejny sezon to walka o utrzymanie w Conference; w styczniu 2003 roku Stevenage znajdowało się na ostatnim miejscu w tabeli. Wkrótce jednak nastąpiła zmiana menadżera. Na Broadhall Way pojawił się Graham Westley, który wyprowadził klub ze strefy spadkowej, a sezon 2002/2003 zakończył na 12 miejscu. Pod wodzą nowego menadżera drużyna grał coraz lepiej. Sezon 2003/2004 zakończyła na 8. miejscu zaś kolejny na 5. osiągając tym samym po raz pierwszy w historii play-offy. Stevenage po wygranym dwumeczu z Herefordem
zagrało w finale o awans do Football League. Na Britannia Stadium lepsi jednak okazali się piłkarze Carlisle United.
W sezonie 2005/2006 zespół nie awansował do playoffs zajmując 6. miejsce. W konsekwencji kontrakt z menadżerem Westleyem nie został przedłużony, a jego miejsce zajął były trener Grays Atheltic Mark Stimson.
Pomimo że zespół zajął w lidze dopiero 8. miejsce, sukces osiągnął w rozgrywkach FA Trophy, gdzie po raz drugi w swej historii zagrał w finale. Tym razem na nowym Wembley, w obecności 53 262 kibiców, The Boro pokonali Kidderminster Harriers 3:2
i byli pierwszą drużyną, która wygrała jakikolwiek finał na zmodernizowanym stadionie.
W następnym sezonie Stevenage pobiło klubowy rekord; w kolejnych ośmiu meczach nie straciło bramki. Wkrótce potem Stimsonowi zaproponowano nowy kontrakt ale ten odmówił, gdyż przyjął ofertę drużyny z Football League Gillingham.
Zastąpił go Peter Taylor, który zrezygnował po tym jak Stevenage nie osiągnęło play-offów w sezonie 2007/2008.
Do klubu powrócił Graham Westley.

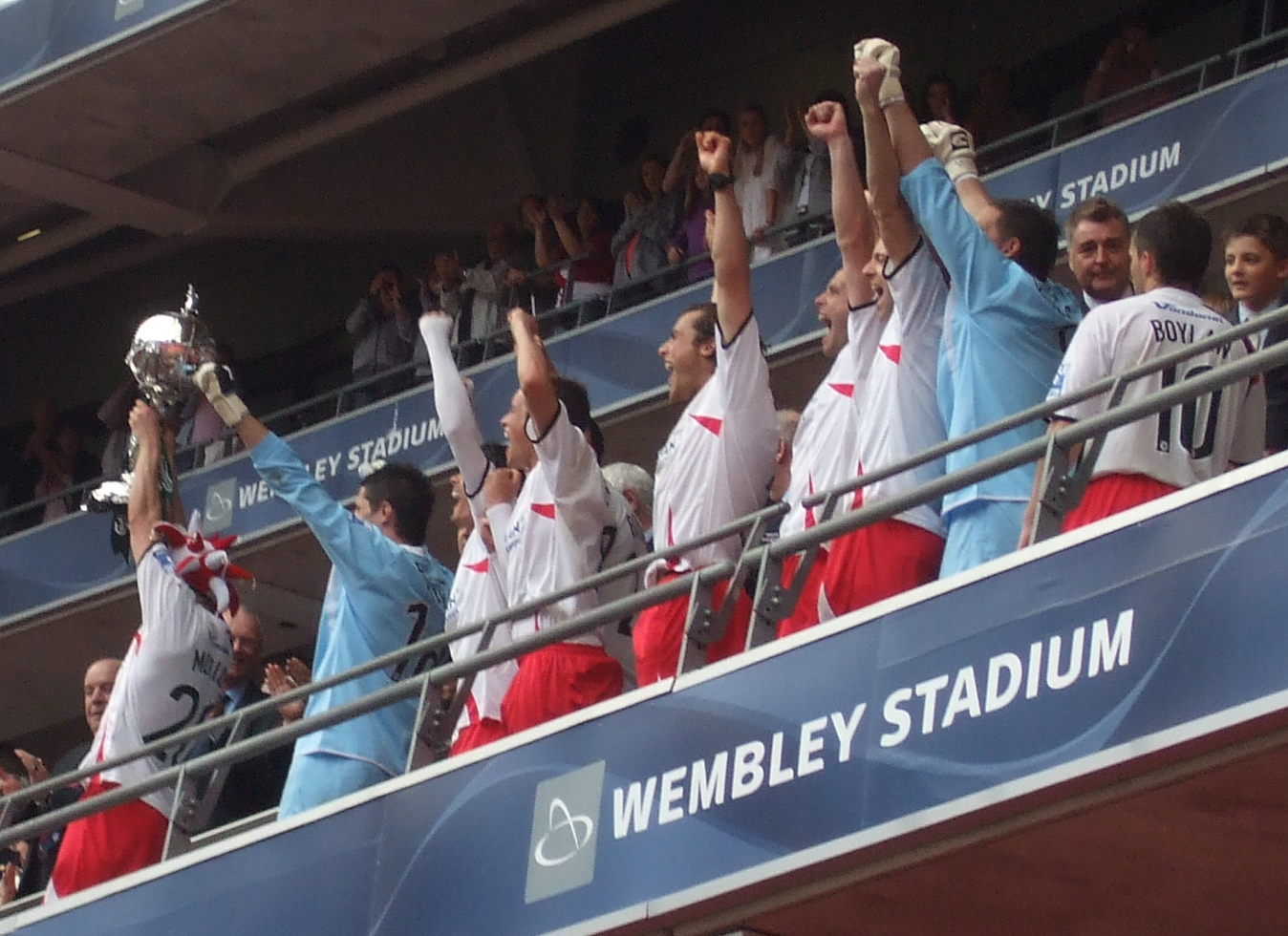
Piłkarze The Boro świętują zdobycie FA Trophy po zwycięstwie z York City w 2009 roku

W sezonie 2008-09 klub zaliczył dwudziestosiedmio meczową serię bez porażki i awansował do play-offów zajmując ostatecznie 5. miejsce.
W półfinale Stevenage uległo jednak Cambridge United w dwumeczu 3:4.
W tym samym sezonie klub wygrał dwa puchary: w finale Herts Senior Cup pokonał Cheshunt 2:1 zaś w finale FA Trophy pokonał York City 2:0.
W sezonie 2009/2010 Stevenage zajęło pierwsze miejsce w Football Conference i po raz pierwszy w historii awansował w szeregi Football League. Po raz drugi z rzędu Stevenage zagrało w finale FA Trophy ulegając Barrow 1:2 po dogrywce.
Wraz z awansem do Football League, przed rozpoczęciem nowego sezonu, prezes Phil Wallace ogłosił, że klub będzie nosił nazwę Stevenage Football Club, pozbywając się przydomka Borough.
28 maja 2011 roku, po zwycięstwie w finale play-off League Two 1:0 nad Torquay United, rozegranym na stadionie Old Trafford, zespół ponownie uzyskał awans do wyższej klasy rozgrywkowej w Anglii. W latach 2011–2014 Stevenage F.C. występował w League One.

## Obecny skład
Stan na 31 stycznia 2023
| Nr | Poz. | Piłkarz                                   |
| -- | ---- | ----------------------------------------- |
| 2  | OB   | Luther James-Wildin                       |
| 3  | OB   | Max Clark                                 |
| 4  | PO   | Jake Reeves                               |
| 5  | OB   | Carl Piergianni (kapitan)                 |
| 6  | OB   | Dan Sweeney                               |
| 7  | NA   | Elliott List                              |
| 8  | PO   | Jake Taylor                               |
| 9  | NA   | Luke Norris                               |
| 10 | PO   | Dean Campbell (Wypożyczony z Aberdeen)    |
| 11 | PO   | Jordan Roberts                            |
| 12 | BR   | Taye Ashby-Hammond (Wypożyczony z Fulham) |
| 14 | OB   | Kane Smith                                |
| 15 | OB   | Terence Vancooten                         |

| Nr | Poz. | Piłkarz                                         |
| -- | ---- | ----------------------------------------------- |
| 16 | PO   | Daryl Horgan (Wypożyczony z Wycombe Wanderers)  |
| 17 | PO   | Alex Gilbey (Wypożyczony z Charlton Athletic)   |
| 18 | OB   | Michael Bostwick                                |
| 19 | NA   | Jamie Reid                                      |
| 20 | OB   | Josh Reid (Wypożyczony z Coventry City)         |
| 22 | OB   | Jonathan Tomkinson (Wypożyczony z Norwich City) |
| 23 | PO   | Jake Forster-Caskey                             |
| 25 | BR   | Adam Przybek                                    |
| 28 | NA   | Josh March                                      |
| 31 | BR   | Jökull Andrésson (Wypożyczony z Reading)        |
| 32 | NA   | Danny Rose                                      |
| —  | PO   | Sam Tinubu                                      |

### Piłkarze na wypożyczeniu
| Nr | Poz. | Piłkarz                               |
| -- | ---- | ------------------------------------- |
| —  | PO   | Jack Smith (w Dartford)               |
| –  | OB   | Mackye Townsend-West (w Royston Town) |
| –  | PO   | Alfie Williams (w Royston Town)       |

## Piłkarz sezonu
Piłkarze wybrani przez Stowarzyszenie Kibiców oraz posiadaczy karnetów

- 1993   Martin Gittings
- 1994   Stuart Beevor
- 1995   Mark Smith
- 1996   Barry Hayles
- 1997   Paul Barrowcliff
- 1998   Lee Harvey
- 1999   Robin Trott

- 2000   Chris Taylor
- 2001   Mark Smith
- 2002   Jason Goodliffe
- 2003   Jason Goodliffe
- 2004   Lionel Pérez
- 2005   Dannie Bulman
- 2006   Alan Julian

- 2007   Ronnie Henry
- 2008   Steve Morison
- 2009   Mark Roberts
- 2010   Scott Laird
- 2011   Jon Ashton
- 2012   Mark Roberts
- 2013   James Dunne

## Sukcesy
- Football Conference
  - zwycięzcy: 1995/1996, 2009/2010
- FA Trophy
  - zwycięzcy: 2006/2007, 2008/2009
  - finaliści: 2001/2002, 2009/2010
- Herts Senior Cup
  - zwycięzca: 2008/2009
- Isthmian League
  - zwycięzca Premier Division: 1993/1994
  - zwycięzca Division One: 1991/1992
  - zwycięzcy Division Two North: 1985/1986, 1990/1991
- United Counties League
  - zwycięzca Division One: 1980/1981
  - zwycięzca Pucharu Ligi: 1980/1981